# Borrassà
Borrassà (spanisch Borrassá) ist eine katalanische Gemeinde (municipio) mit 773 Einwohnern (Stand: 2024) in der Provinz Girona im Nordosten Spaniens. Sie liegt in der Comarca Alt Empordà. Zur Gemeinde gehört neben dem namensgebenden Hauptort auch die kleine Ortschaft Creixell.

## Lage
Borrassà liegt etwa 28 Kilometer nordnordöstlich von Girona unterhalb des Bergzuges Baga d’en Ferran auf einer Höhe von ca. 75 m. Die Autopista AP-7 führt durch das Gemeindegebiet.

## Bevölkerungsentwicklung
| Jahr      | 1960 | 1970 | 1981 | 1991 | 2001 | 2011 | 2021 |
| Einwohner | 636  | 584  | 529  | 476  | 547  | 708  | 750  |

## Sehenswürdigkeiten

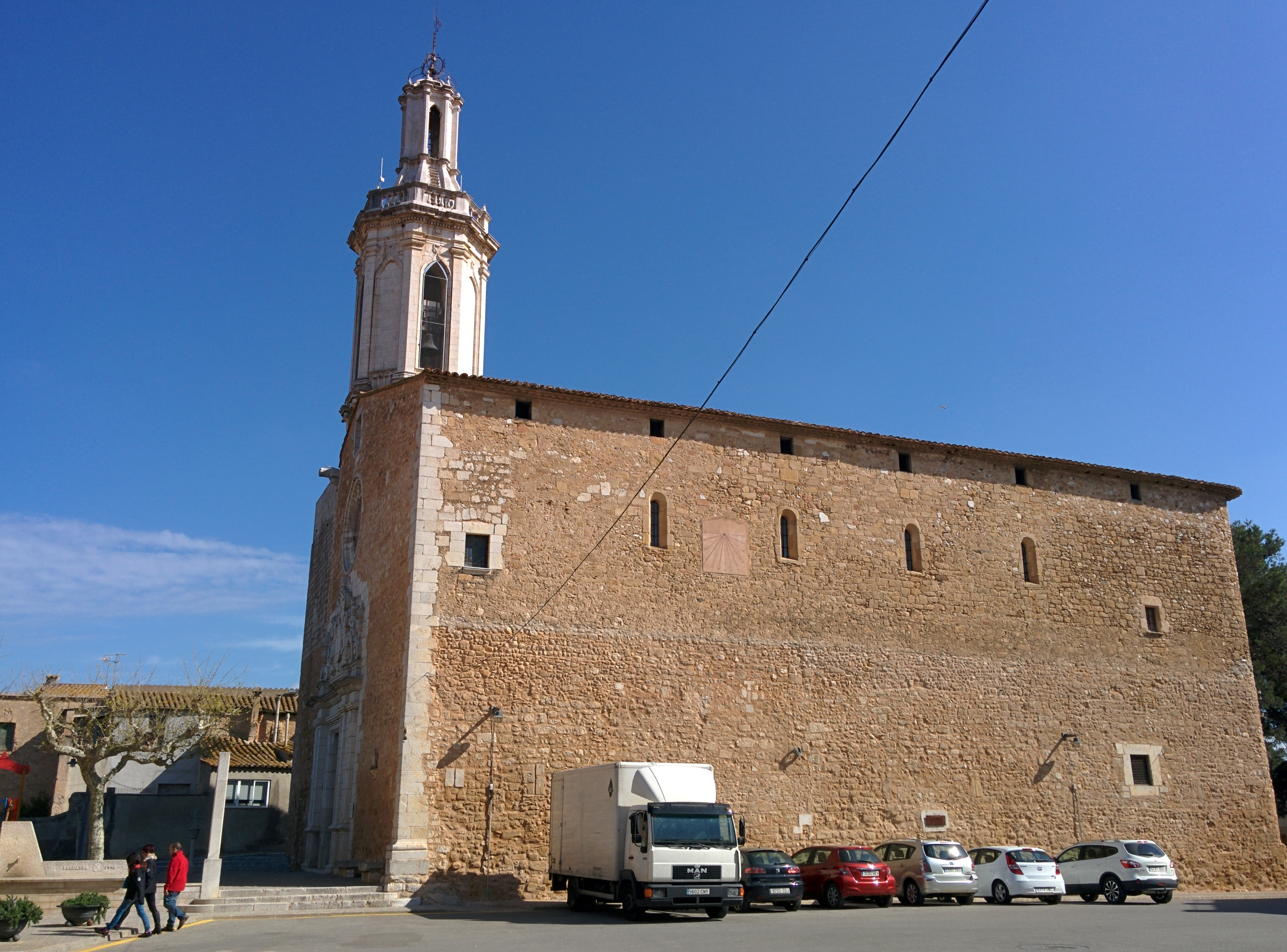
Andreaskirche
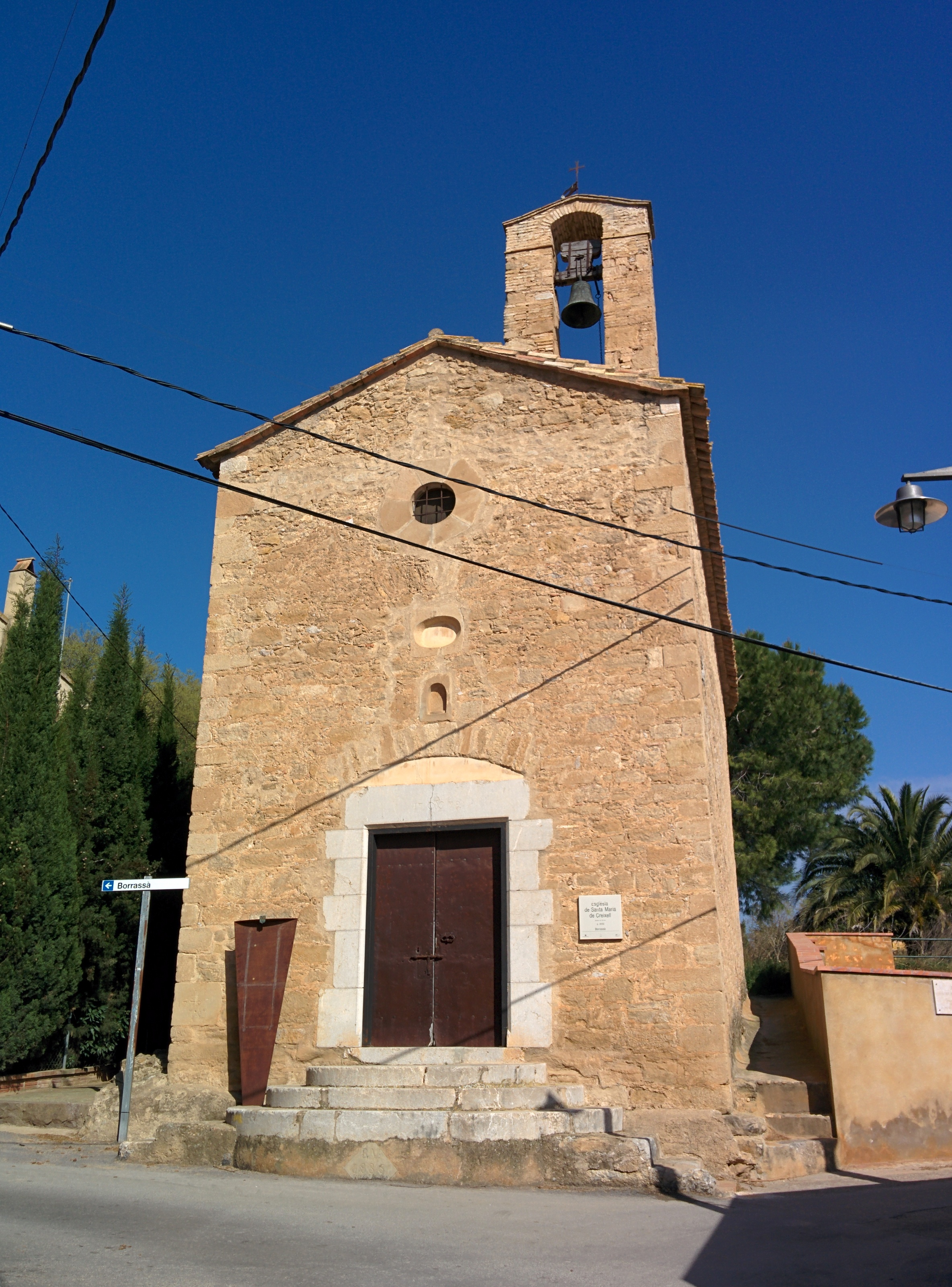
Marienkapelle

- Andreaskirche
- Marienkapelle